# Греко-армянский папирус
Греко-армянский (Армяно-греческий) папирус — найденный в Египте в конце XIX века папирус, содержащий греческий текст армянскими буквами. Датируется между V и VII веками. Древнейший сохранившийся манускрипт и единственный папирус, написанный армянским письмом, вследствие чего иногда называется просто «Армянским папирусом».

## История
Папирус был приобретён в конце XIX века французским учёным Огюстом Каррье у одного арабского торговца. Последний не раскрыл происхождение товара, но Каррье полагал, что он был найден во время раскопок в Эль-Файюме. В 1892 году он сообщил о находке армянским мхитаристам в Вене и Венеции, отправив фотографию части папируса. Мхитаристы активно занялись его исследованием: первые отрывки текста были изданы Г. Алишаном в 1892 году, а в 1897—1898 годах появились статьи Я. Ташяна, изучающие значение этой рукописи для армянской палеографии. Эти первые исследования издавались на армянском и оставались недоступными международному сообществу. В 1930-х годах находкой заинтересовались швейцарский арменист Жорж Куэнде, бельгийский лингвист Морис Лерой и папиролог Клэр Прео, однако папирус к тому времени был утерян. Не сумев установить местонахождение оригинала, они занялись исследованием текста из фотографий Каррье и опубликовали первые результаты дешифровки. В 1993 году папирус был «вновь найден» в коллекции восточных рукописей Парижской национальной библиотеки американским учёным Дикраном Коюмджяном. Там же Коюмджян обнаружил и полную транскрипцию текста, по всей видимости, сделанную Каррье. На этот раз манускрипт привлёк к себе внимание широких академических кругов. Детальным исследованием текста занялись Коюмджян и британский лингвист Джеймс Клаксон.

## Содержание
Папирус состоит из четырёх повреждённых фрагментов: двух больших (содержащих 27—30 строк на каждой стороне) и двух маленьких (4—6 строк). Большие фрагменты, по всей видимости, содержат цельный бесперерывный текст. Содержание не позволяет определить, какая из сторон папируса была написана первой. Весь текст написан на греческом языке армянскими буквами. Материал можно разделить на 4 разных вида:
1. разговорные фразы,
2. спряжения глаголов,
3. список слов, расположенных по теме,
4. хрия и сентенция.

Такую же структуру имеют известные с III века пособия для изучения латыни греками, известные как Hermeneumata. Выбор такого материала и использование армянских букв очевидно указывает на то, что текст был создан для обучения греческому языку армянином, не владеющим греческим алфавитом, но владеющим армянским письмом. Возможно, он записывал текст на слух по диктовке человека, который сам смутно помнил о методах своего образования.
Примеры из текста
| ориг.   | ԵՊԻՒԻՍԵՆՊՈՍՊԻՒԻՍՊՈՍՀՈԴԵՒՈՄԵՆԴԻՔՍՈՆՄԵՈԴՈՆՏԻՆ                     | ԿՈՆՏԱՐՍԿՈՒՏԱՐԶՈՒՆԻՏՈԲԻԱ             | ԿԵՈԹԵՈՍՓԻՂԱՔՍԻՍԵՆՈԹԵՈՍԲՈՒԹԻՍԻՍ           |
| транс.  | επιυισενποσπιυισποσhοδενομενδιχσονμεοδοντιν                     | κονταρσκουταρζουνιτοβια             | κεοθεοσφιλαχσισενοθεοσβοιθισισ           |
| дешифр. | εποιηνσεν. πος ποιεις. πος οδενομεν. δειξον μοι οδον την.       | κονταριον, σκουταριον, ζωνη, τουβια | και ο θεος φυλαξη σεν. ο θεος βοηθησησ.  |
| пер.    | Он делает. Как ты это делаешь? Куда мы идём? Покажи мне дорогу. | Копьё, щит, ремень, гамаши          | Да хранит тебя Бог. Да поможет тебе Бог. |

## Происхождение и датировка
Учитывая, что рукопись очевидно была написана в Византийском Египте, самой поздней датировкой (terminus ante quem) следует считать 640 год (арабское завоевание Египта). Естественной нижней границей датировки (terminus post quem) является время изобретения армянского алфавита (ок. 400 год). Более точная датировка папируса связана с определёнными трудностями. Скудный материал армянского рукописного наследия V—VII веков не позволяет делать однозначные выводы на основе палеографических данных. Содержание папируса также ничего не сообщает о времени его написания. Тем не менее, сравнивая с раннесредневековыми лапидарными надписями, Коюмджян пришёл к выводу, что форма букв папируса наиболее схожа с формами надписей V века, и предложил датировать папирус концом V века или VI веком. Лингвистические исследования Клаксона также подтверждают раннюю датировку.
Если целью автора однозначно было изучение греческого языка, то причины, толкнувшие его на такой способ изучения, не до конца ясны. В академических кругах нет также консенсуса о его профессии: некоторые, указывая на значительное количество армян в византийской армии и встречающиеся в тексте военные термины, утверждают, что он должен был быть солдатом; другие, считая, что у военного должны были быть другие возможности изучения языка, полагают, что он был купцом.

## Научное значение

### Значение для изучения египетского диалекта греческого языка

#### Фонетика
Находка папируса крайне важна для изучения разговорного греческого в Египте I тыс. н. э. В отличие от всех остальных греческих текстов, придерживающихся орфографической нормы древнегреческого языка, автор этого манускрипта очевидно плохо владел греческим языком и был совершенно незнаком ни с греческой орфографией, ни даже алфавитом. Написание букв, таким образом, должно было в точности передать их произношение. Примечательно, что в папирусе встречаются только 24 из 36 букв армянского алфавита, то есть только буквы, обозначающие звуки, существовавшие в древнегреческом языке. В некоторых местах использованы формы, которые, согласно ранним предположениям, вышли из употребления до IV века. Это касается в первую очередь глоттальных. Кроме того, в папирусе букве χ соответствует армянская буква ք [kʰ], а не խ [x], что сближает данный текст с классической нормой (в которой χ передавала придыхательный смычный звук [kʰ], а не смычный [x]). Аналогичным образом, β в основном передана при помощи буквы բ, обозначающей смычный [b], а не վ, обозначающей фрикативный [v], несмотря на то, что в среднегреческом языке β служила для передачи фрикативного [β], а не смычного [b] как в классическом древнегреческом. Такое соответствие показывает достаточную отдалённость разговорного греческого Египта от современного ему литературного языка, по крайней мере, в отношении фонетики. Ситуация ещё более усложняется тем, что в двух случаях β записана с помощью ւ [w]. Помимо этого, материал папируса позволяет фиксировать и прогрессирующее на момент его составления изменение в звучании буквы υ, которая в большинстве случаев соответствует армянскому ւ [w], но в некоторых случаях записана с помощью ի [i]. Папирус наглядно демонстрирует и различную передачу греческой буквы λ: в классическом армянском существуют две фонемы [l], различающиеся по мягкости/твёрдости: палатальный (мягкий) аппроксимант [l] (передается буквой լ), и велярный (твёрдый) [ł] (передается буквой ղ), греческая λ передается при помощи обеих армянских букв. Консервативность фонетики египетского греческого подтверждается и наличием придыхания [հ] в некоторых словах.

#### Лексикон
Если транскрипция папируса показывает достаточную консервативность в фонетике, то его словарный запас, наоборот, кажется довольно продвинутым. В частности, встречающиеся в папирусе суффиксы -ioν, -αρioν и -ακιον очень редко встречаются в греческих папирусах этого периода. В тексте содержатся и странные и очень редкие слова, полностью отсутствующие в других папирусах, например λεπτοραψις (хорошо зашитый), ανωβλεφαρον (верхнее веко), σκνοφος (тьма), τουβια (гамаши). Тем не менее, практически все слова из папируса можно найти в других греческих источниках до VII века. Такая ситуация скорее всего свидетельствует о консерватичности письменной традиции в Византийском Египте и продвинутости лексикона его разговорного языка.
В некоторых случаях суффиксы были отброшены, что связано с тем, что в армянском языке ударение всегда падает на последний слог. Таким образом, для армяноязычного человека ударение на предпоследний (и даже третий с конца) слог может быть сигналом окончания слова.
В остальных случаях, однако, язык папируса хорошо согласовывается с египетским греческим, известным из многочисленных других папирусов византийского периода.

### Значение для изучения палеографии армянского алфавита
Для изучения палеографии армянского алфавита уникальное значение папирусу придаёт тот факт, что наиболее ранние армянские рукописи были полностью утеряны — сохранились лишь небольшие фрагменты, датируемые V—VII веками и только две полноценные рукописи VII—VIII веков. Собственно одним из поводов для начала изучения армянской палеографии послужила именно находка папируса в конце XIX века. Первым капитальным трудом этой дисциплины принято считать «Обзор армянской палеографии» мхитариста Я. Ташяна, опубликованный в 1898 году, в котором тот коснулся и шрифта папируса. Помимо раннего времени написания папируса, важное значение имеет и неформальный характер его содержания — первые сохранившиеся армянские рукописи подобного характера написаны столетия спустя.
Папирус написан курсивной скорописью и этот шрифт не имеет аналогов в других армянских рукописях. Большинство букв имеют форму «округлого еркатагира», тогда как другие более похожи на «болоргир» или даже «шхагир». Ещё Ташян, изучая шрифт папируса, заметил, что он «не совсем еркатагир, но и не болоргир, хотя последнее доминирует». В некоторых местах он наиболее схож с шрифтом лапидарных надписей V—VI веков, например, из армянских мозаик в Иерусалиме и из надписи на Текорской базилике. Шрифт папируса в некотором смысле укрепляет точку зрения, что «болоргир» и «еркатагир» сосуществовали бок о бок с ранних времен. Вероятно уже с V века, наряду с формальным «еркатагиром», существовала курсивная скоропись, впоследствии развившаяся в «болоргир».

## Галерея
Чёрно-белые фотокопии фрагментов папируса

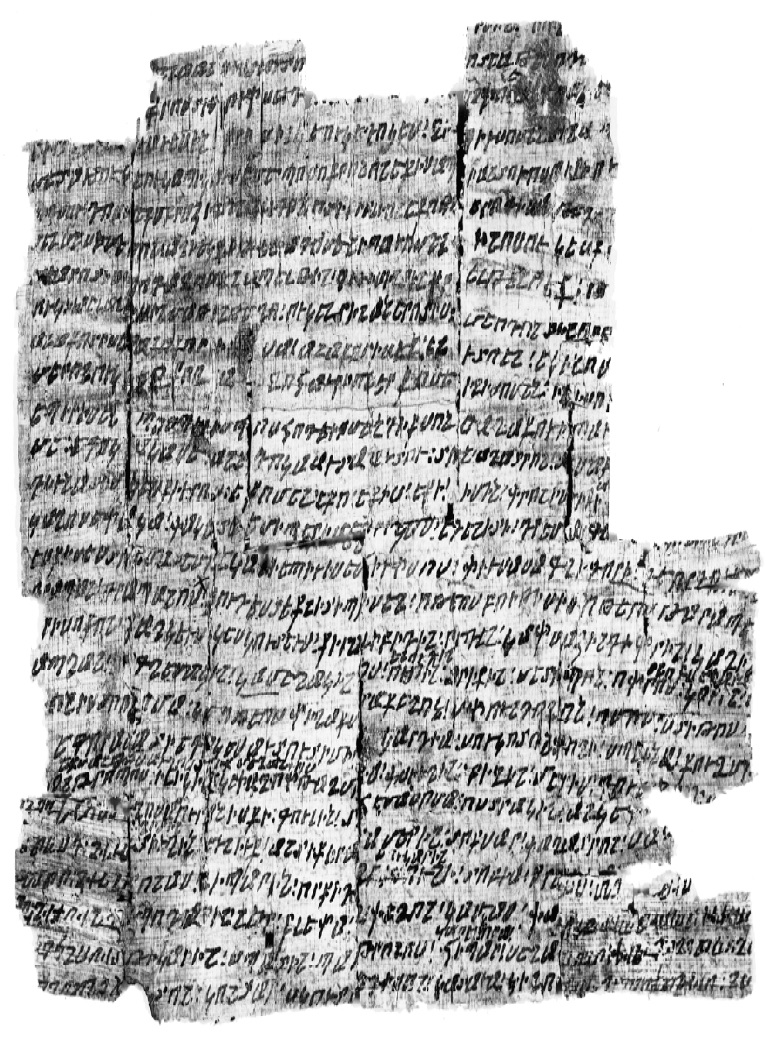
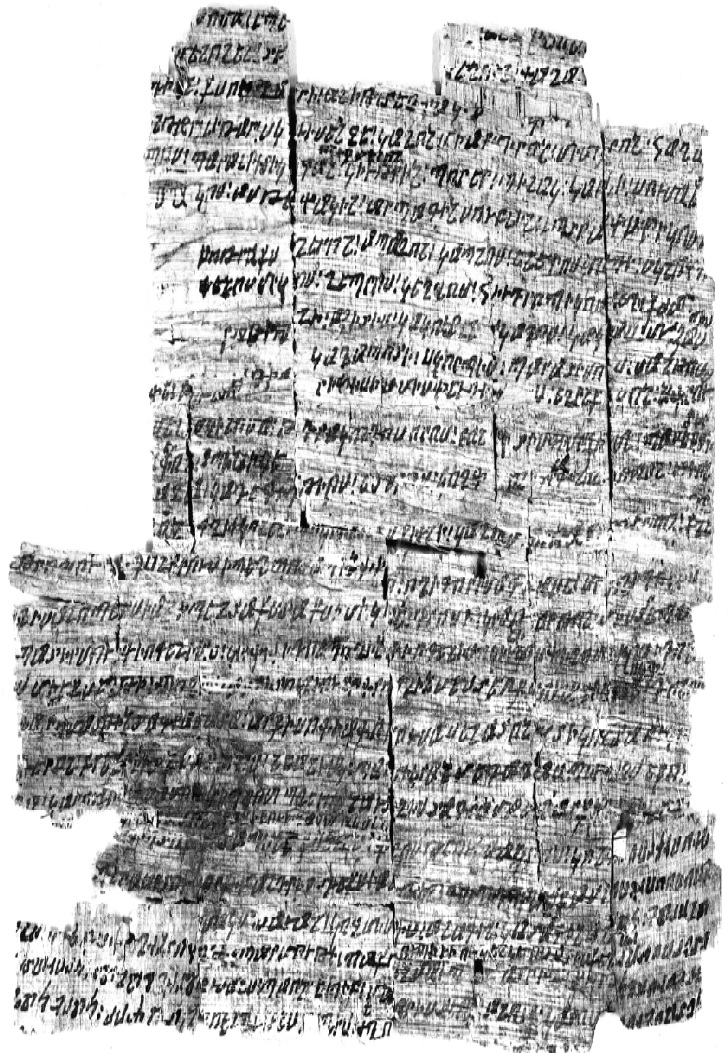
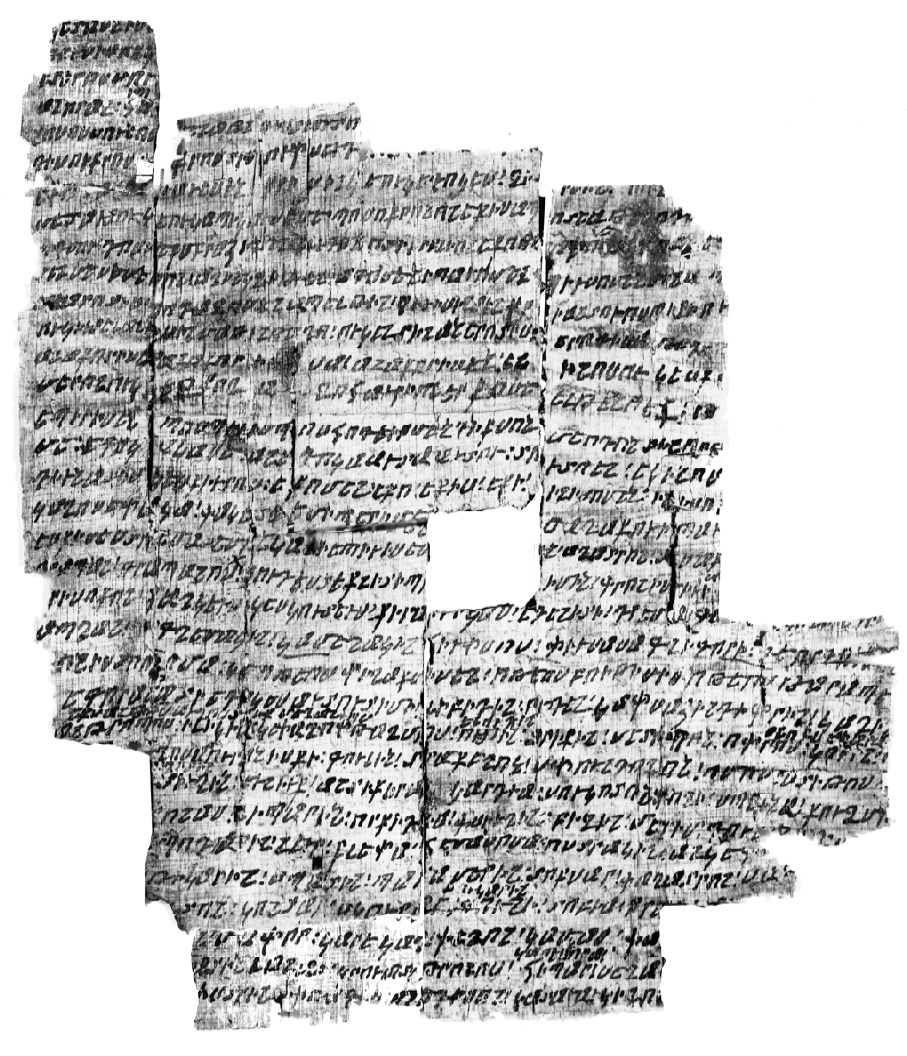
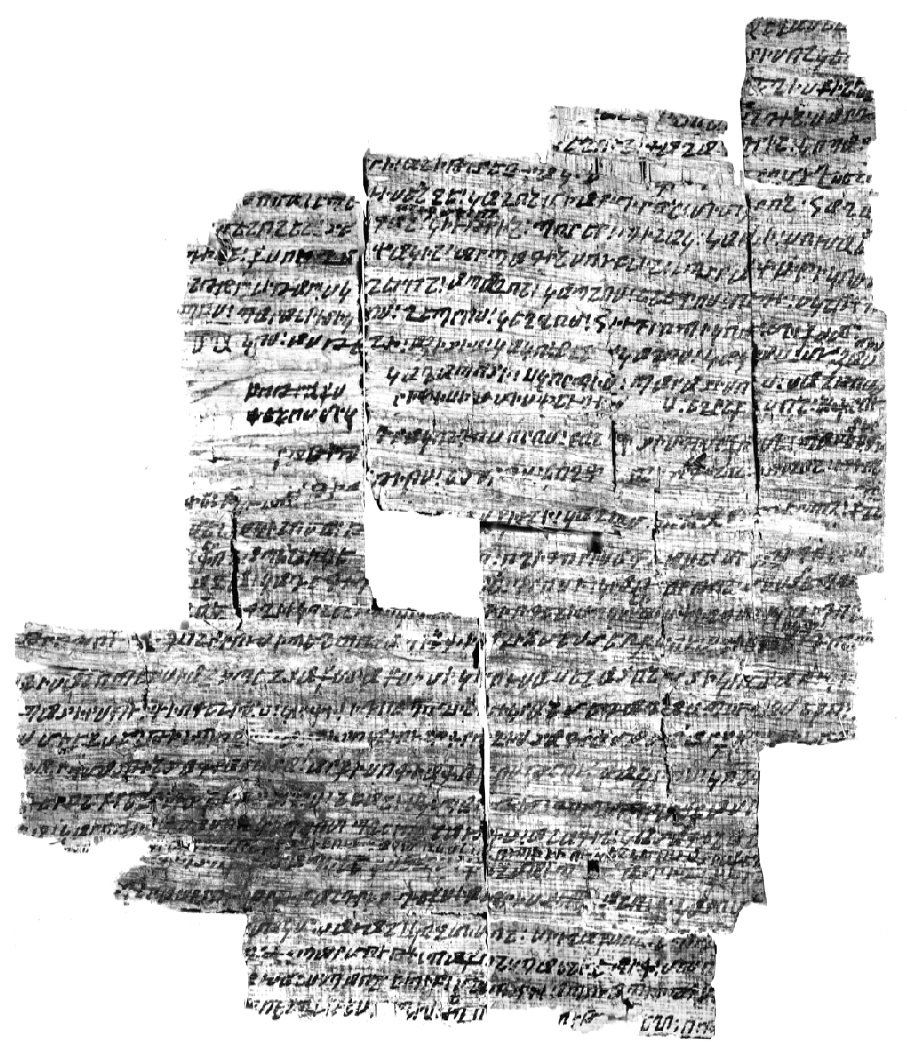

## Комментарии
1. ↑  Папирус широко распространился в регионе после арабского завоевания Египта, а затем и Закавказья. В соседней с Арменией Грузии сохранились несколько папирусов X века. В Армении, однако, использование папируса, по неизвестным причинам, не практиковалось.
2. ↑  Все сохранивишеся армянские манусприты вплоть до XII столетия имеют форму кодекса.

## Основная литература
- James Clackson. A Greek educational papyrus in Armenian script // Proceedings of the 22nd International Congress of Papyrology. Florence.. — 2001. — С. 207—218.
- James Clackson. A Greek papyrus in Armenian script // Zeitschrift für Papyrologie und Epigraphik (129). — 2000. — С. 223—258.
- James Clackson. New Readings on the Armeno-Greek Papyrus BnF 332 Arm. // Zeitschrift für Papyrologie und Epigraphik (141). — 2002. — С. 116.
- Dickran Kouymjian. Unique Armenian papyrus (недоступная ссылка — история) // Proceedings of the 5th International Conference on Armenian Linguistics. Montreal. — 1996. — С. 381—386.
- Dickran Kouymjian. Armenian paleography: a reassessment (недоступная ссылка — история) // Scribes et manuscrits du moyen-orient. — 1997. — С. 177—188.
- Dickran Kouymjian. Notes on Armenian Codicology. Part 2: Statistics Based on Surveys of Armenian Manuscripts // Comparative Oriental Manuscript Studies Newsletter no. 6. — 2013. — С. 22—28. Архивировано из оригинала 22 мая 2015 года.
- Dickran Kouymjian. The Archaeology of the Armenian Manuscript: Codicology, Paleography and Beyond (недоступная ссылка — история) // Armenian Philology in the Modern Era: From Manuscript to Digital Text  / ed. Valentina Calzolari, Michael E. Stone. — BRILL, 2014. — С. 5—22. — ISBN 9004270965.